# Nangoniékaha
Nangoniékaha est une localité du centre de la Côte d'Ivoire et appartenant au département de Niakara, dans la vallée du Bandama.

## Géographie
La localité de Nangoniékaha est située à 15 km de Niakara et à 8 km de Kanawolo sur l'axe Kanawolo - Niangbo. Elle est reliée par une piste à Arikokaha, le chef-lieu de commune.

## Ressources
Elle vit de la production agricole de riz, igname, maïs, manioc, anacarde, mangue, arachides, beurre de karité, miel[réf. souhaitée].

## Éducation
L'école primaire de Nangoniékaha a été ouverte en 1952 ; il s'agit du plus ancien établissement scolaire du département de Niakara. Cette école régionale, unique à l'époque dans l'actuel département de Niakara, a été ouverte le 9 octobre 1952 par Kambiré Diékoué, enseignant-directeur diplômé de l'école Williams-Ponty du Sénégal (Dakar) et affecté par l'administration coloniale dans la circonscription", a-t-il rappelé. Le deuxième directeur-encadreur, affecté en 1958 dans cette école régionale fut Tagro Lago. C'est lui qui a conduit les premiers candidats, (huit au total mais sept à la composition), au concours d'entrée en 6 ème à Katiola avec un taux de réussite de 100%.